# Här och nu
Här och nu är den svenska musikgruppen Nordmans tredje album. Liksom föregångaren förhandsbeställdes albumet i 100 000 exemplar, innan det släpptes hos skivhandlarna den 28 november 1997. Sammanlagt såldes den i 120 000 exemplar, det vill säga platina.

## Låtlista
1. Kalla mig dåre (4:21)
2. Hjälp mig att leva (3:37)
3. Sorg, min älskarinna (4:19)
4. Se dig själv (3:35)
5. Det var inte här (4:21)
6. Barockpolska (2:47)
7. Höstlöven dansar i dag (4:25)
8. Kom nu, gubbar (3:13)
9. I det blå (3:36)
10. Skrömt (4:01)
11. Psalm (4:01)
12. 300 år (0:44)
13. Ödet är ditt verk (4:40)

## Singlar
- 1997 - Se dig själv
- 1998 - Hjälp mig att leva

## Kompositörer
Musik: Mats Wester utom 
- "Kalla mig dåre" av Mats Wester/Håkan Hemlin
- "Hjälp mig att leva" av Mats Wester/Eric Bazilian
- "Sorg, min älskarinna" av Mats Wester/Eric Bazilian
- "Kom nu, gubbar" (trad.)

Texter: Py Bäckman

## Musiker
- Håkan Hemlin - sång
- Mats Wester - nyckelharpa, tramporgel, bouzouki, 12-strängad gitarr
- Roger Tallroth - oktavmandolin, bouzouki, 6- och 12-strängad gitarr
- Mikael Marin - altfiol, fiol
- Olov Johansson - nyckelharpa, kontrabasharpa
- Per Hedtjärn - trummor, slagverk
- Johan Granström - elbas, kontrabas
- Torbjörn Stener - elgitarr
- Eric Bazilian - elgitarr, elbas, sång
- Claudia Müller - flöjter, sång
- Py Bäckman - sång
- Harald Pettersson - vevlira
- Ale Möller - hackbräde
- Mats Olofsson - cello

## Övrigt
- utgiven av Sonet Grammofon
- producerad av Mats Wester
- arrangerad av Mats Wester, Mikael Marin och Roger Tallroth
- inspelad i Soundtrade Studios av Mats Wester, Robert Wellerfors och Bengt Hillson
- mixad i Soundtrade Studios av Alar Suurna
- mastrad på Polar Music av Robert Wellerfors
- foton av Peter Gehrke och F+

## Listplaceringar
| Lista (1997-1998) | Topplacering |
| ----------------- | ------------ |
| Finland           | 28           |
| Sverige           | 5            |

## Svensktoppen
Se dig själv debuterade på listans 10:e plats vecka 3, men slogs ner till 13:e plats veckan därpå. Låten fick totalt 285 poäng under sina två veckor.

### Fotnoter
1. ↑  ”Listplacering”. http://finnishcharts.com/showitem.asp?interpret=Nordman&titel=H%E4r+och+nu&cat=a. Läst 1 maj 2011.
2. ↑  ”Listplacering”. http://swedishcharts.com/showitem.asp?interpret=Nordman&titel=H%E4r+och+nu&cat=a. Läst 1 maj 2011.